# 蘇欣婷
蘇欣婷（英語：Esther So，1995年6月25日—），香港女演員，2020年出道。出道前曾出演多套音樂劇及話劇。

## 簡歷
蘇欣婷中學就讀香港真光書院，2018年於香港演藝學院戲劇學院畢業。2020年於ViuTV劇集《二月廿九》飾演NLP催眠師「跳掣」而為人認識。

## 作品

### 電視劇
| 年份   | 電視台 | 劇名         | 角色名 |
| 2020年 | ViuTV  | 《二月廿九》 | 跳 掣  |
| 2022年 | ViuTV  | 《940920》   | 跳 掣  |

## 外部連結
- 蘇欣婷的Instagram帳戶
- 蘇欣婷的Facebook專頁